# Thái Canh
Thái Canh (chữ Hán: 太庚, trị vì: 1691 TCN – 1667 TCN), tên thật Tử Biện (子辨), là vị vua thứ sáu của nhà Thương trong lịch sử Trung Quốc.

## Thân thế
Thái Canh là con thứ của Thái Giáp (太甲) – vua thứ tư nhà Thương và là em của Ốc Đinh (小辛) – vua thứ năm nhà Thương. Khoảng năm 1692 TCN, Ốc Đinh qua đời, Thái Canh lên nối ngôi.

## Trị vì
Sử sách không chép rõ về hành trạng của Thái Canh trong thời gian làm vua. Khoảng năm 1667 TCN, Thái Canh qua đời. Ông ở ngôi tất cả 24 năm (Trúc thư kỉ niên ghi là 5 năm). Em ông là Tiểu Giáp (小甲) lên nối ngôi .
Giáp cốt văn khai quật tại Ân Khư ghi ông là vua thứ năm nhà Thương sau khi nối ngôi chú của mình là Ngoại Bính (卜丙), được đặt tên sau khi chết là Đại Canh (大庚) và được nối ngôi bởi em trai là Tiểu Giáp (小甲) .